# Desideria haranensis
Desideria haranensis là một loài thực vật có hoa trong họ Cải. Loài này được Al-Shehbaz mô tả khoa học đầu tiên năm 2000 publ. 2001.